# Trinidad
 Ovo je glavno značenje pojma Trinidad. Za grad na jugu Urugvaja pogledajte Trinidad (Urugvaj).
Trinidad  je najveći otok karipske države Trinidad i Tobago, u Atlantiku, površine 4 748 km², na kojem živi 55 833 stanovnika.

## Vanjske poveznice
|  | Zajednički poslužitelj ima još gradiva o temi Trinidad |